# Данхаузер, Йозеф
Йозеф Франц Данхаузер Младший (нем. Josef Franz Danhauser; 18 (или 19) августа 1805, Вена — 4 мая 1845, Вена]]) — австрийский живописец портретного и бытового жанров, акварелист и литограф, проектировщик мебели в стиле бидермайера.

## Жизнь и творчество
Йозеф Данхаузер был сыном мастера-мебельщика и скульптора Йозефа Ульриха Данхаузера Старшего и его жены Йоханны Ламберт, родился в Вене, в доме Лаймгрубе № 30 (теперь Линке Винцайле 16-18). Его младшими братьями были Франц, Карл и Антон Данхаузеры. Отец с 1804 года владел мебельной фабрикой в Вене. Проектировал оформление жилого интерьера и мебель, сначала в стиле ампир, а затем в эстетике бидермайера. Работал в Венеции, в городах Германии и Нидерландов и дал первые уроки рисования сыну.
Йозеф Данхаузер Младший с 1820 года посещал венскую Академию изобразительных искусств. В Академии он был учеником Иоганна Петера Крафта по классу исторической живописи. Первая выставка работ Данхаузера Младшего состоялась в Академии в 1826 году. В том же году художник посетил Венецию, где изучал произведения старых итальянских мастеров. В 1827 году вместе с отцом уехал в Прагу. В том же году он сделал посмертную маску скончавшегося Людвига ван Бетховена. Знакомый Данхаузеру ещё по Венеции, ныне архиепископ Эгерский Иоганн Пиркер в 1828 году пригласил художника в Венгрию, где он выполнял работы по заказам церкви.
В 1829 году умер его отец, и мебельной фабрикой стала управлять мать Йозефа Данхаузера. В это время мастер на некоторое время перестал заниматься живописью, разрабатывая новые образцы мебели. В 1832 году он вновь прибыл в Эгер и посвятил себя живописи. В 1836 году Йозеф Данхаузер получил премию Академии за картину «Изгнание Агари». Художник всё более занимался живописью бытового жанра, создавая свои наиболее значимые произведения.
В 1838 он закрыл мебельную фабрику, получив должность «корректора по исторической живописи» при Академии, в том же году женился на Жозефине Штрейт (1813—1874), дочери хирурга из среднего класса. В семье родились трое детей: Йозеф (1839), Мария (1841) и Юлия (1843).
С 1841 года Йозеф Данхаузер — профессор исторической живописи Академии изобразительных искусств. Но в 1842 году он отказался от должности в связи с запланированной совместно с меценатом и фабрикантом Рудольфом фон Артхабером длительной поездки по Германии и Нидерландам.
В 1845 году Йозеф Данхаузер скончался от тифа в Вене, в доме по адресу Виден, 51 (теперь Панигльгассе, 7). Он был похоронен на бывшем Хундштурмском кладбище, а после того, как оно было заброшено, перезахоронен на Центральном кладбище Вены. В 1862 году именем художника была названа Данхаузергассе в Вене-Видене (4-й округ).

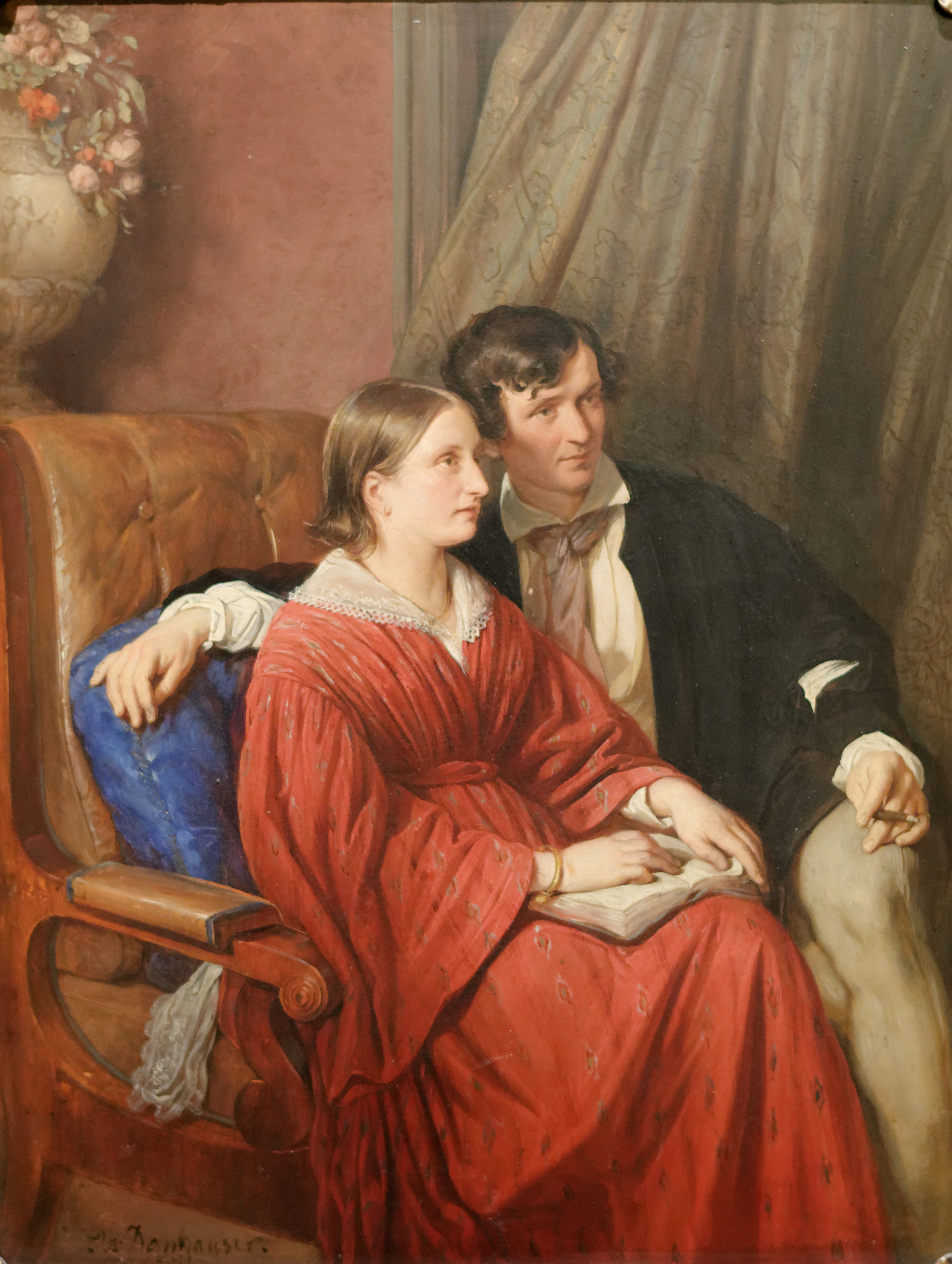
Карл Людвиг фон Литтров и его жена. 1841. Картон, масло. Музей города Вены
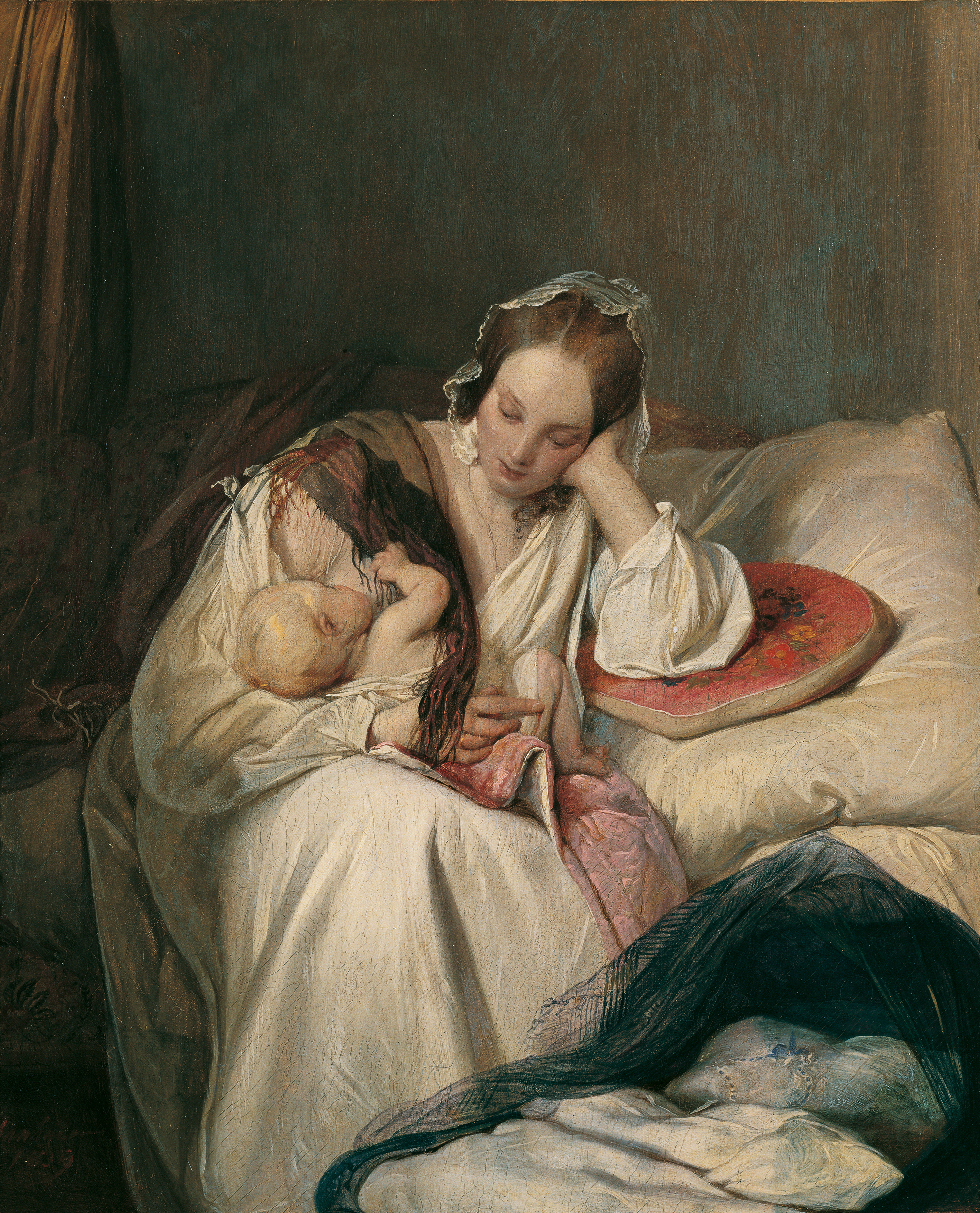
Материнская любовь (Портрет жены с сыном). 1839. Холст, масло. Галерея Бельведер, Вена
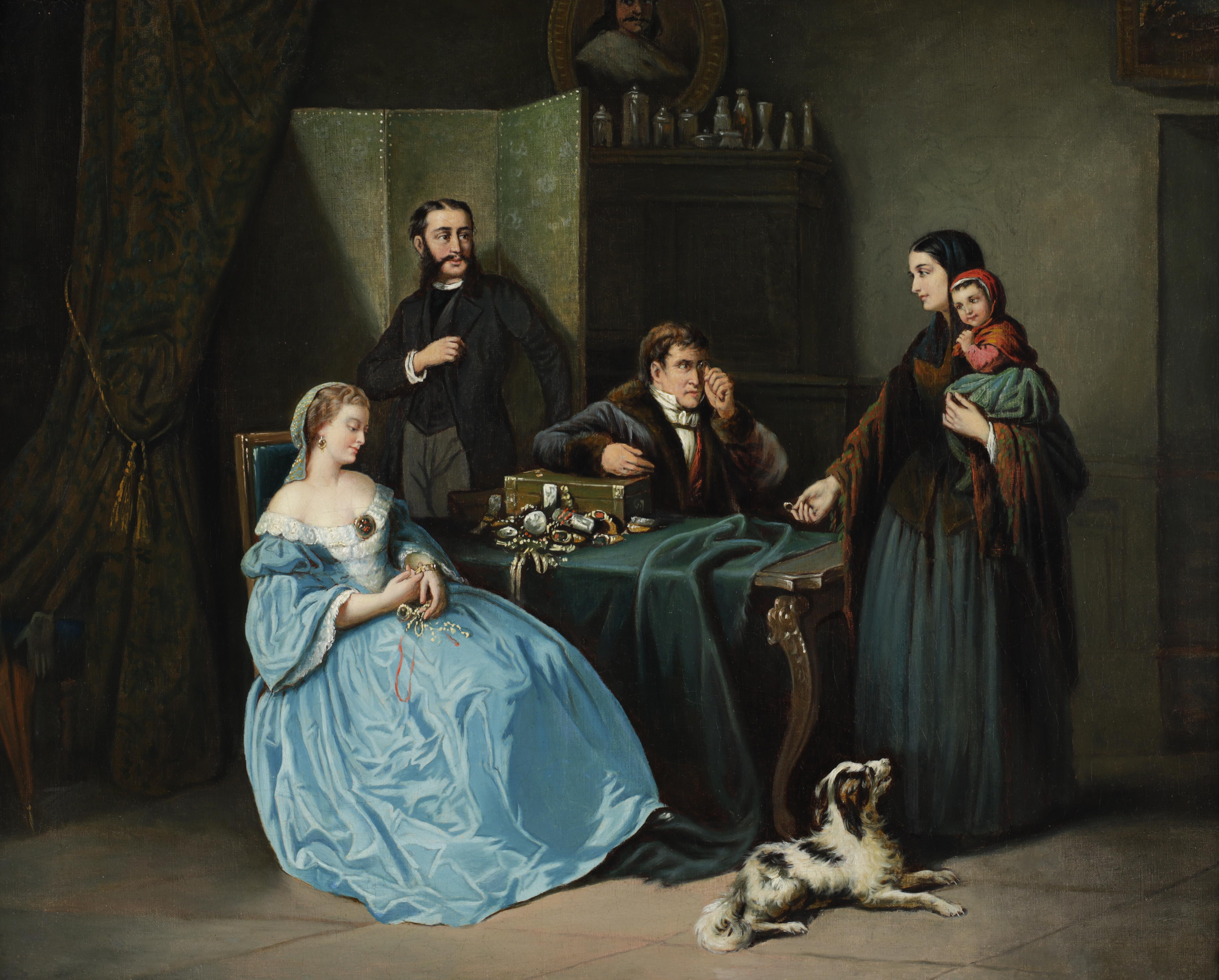
В ломбарде. Холст, масло. Частное собрание
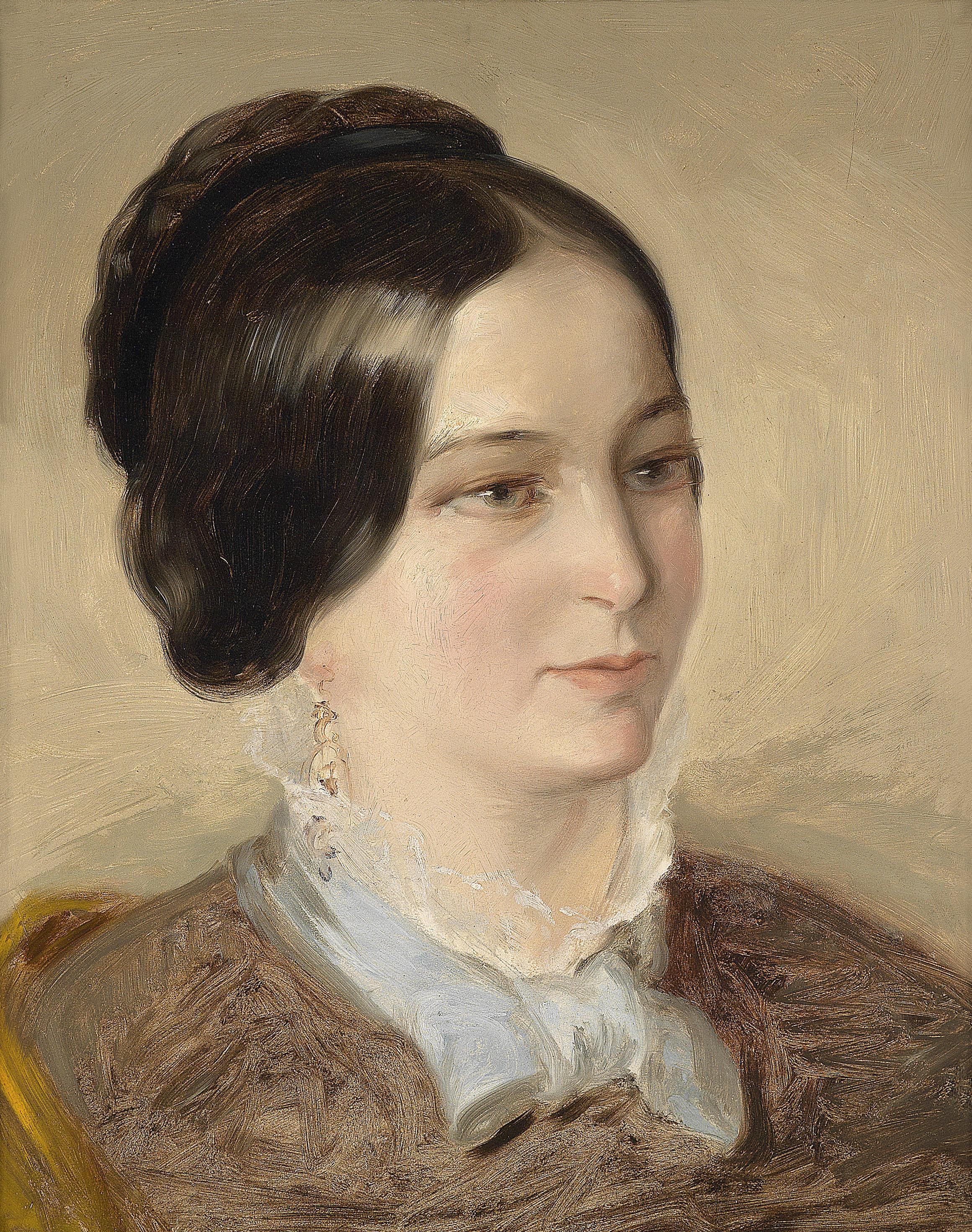
Женский портрет. Дерево, масло. Частное собрание
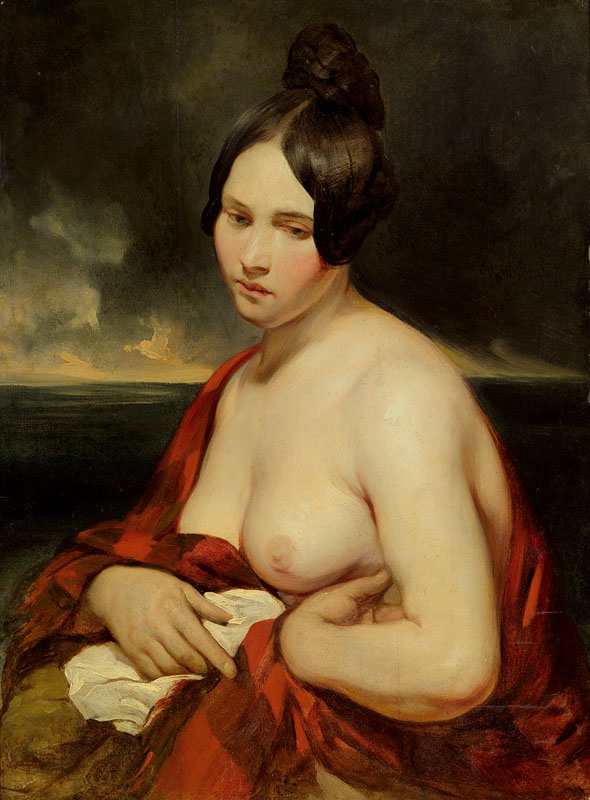
Женщина с моря. Ок. 1840. Холст, масло. Частное собрание
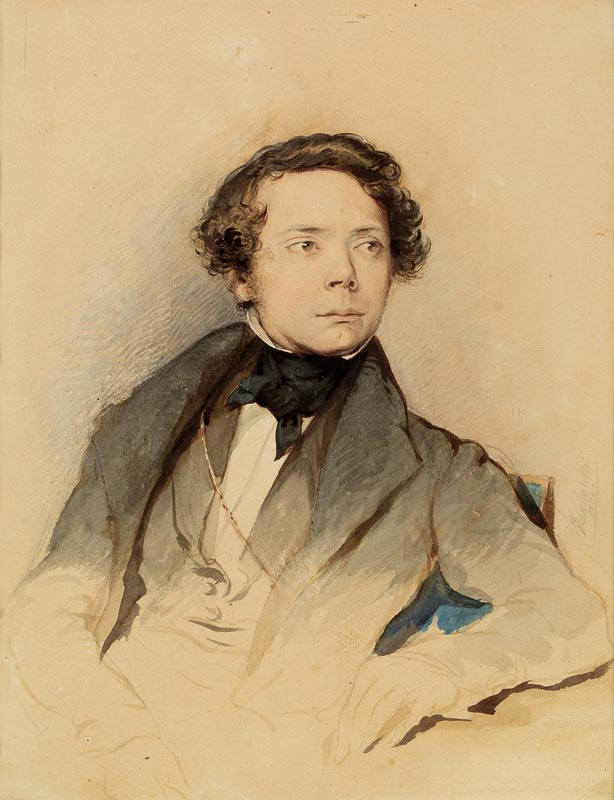
Мужской портрет. 1836. Бумага, акварель. Частное собрание
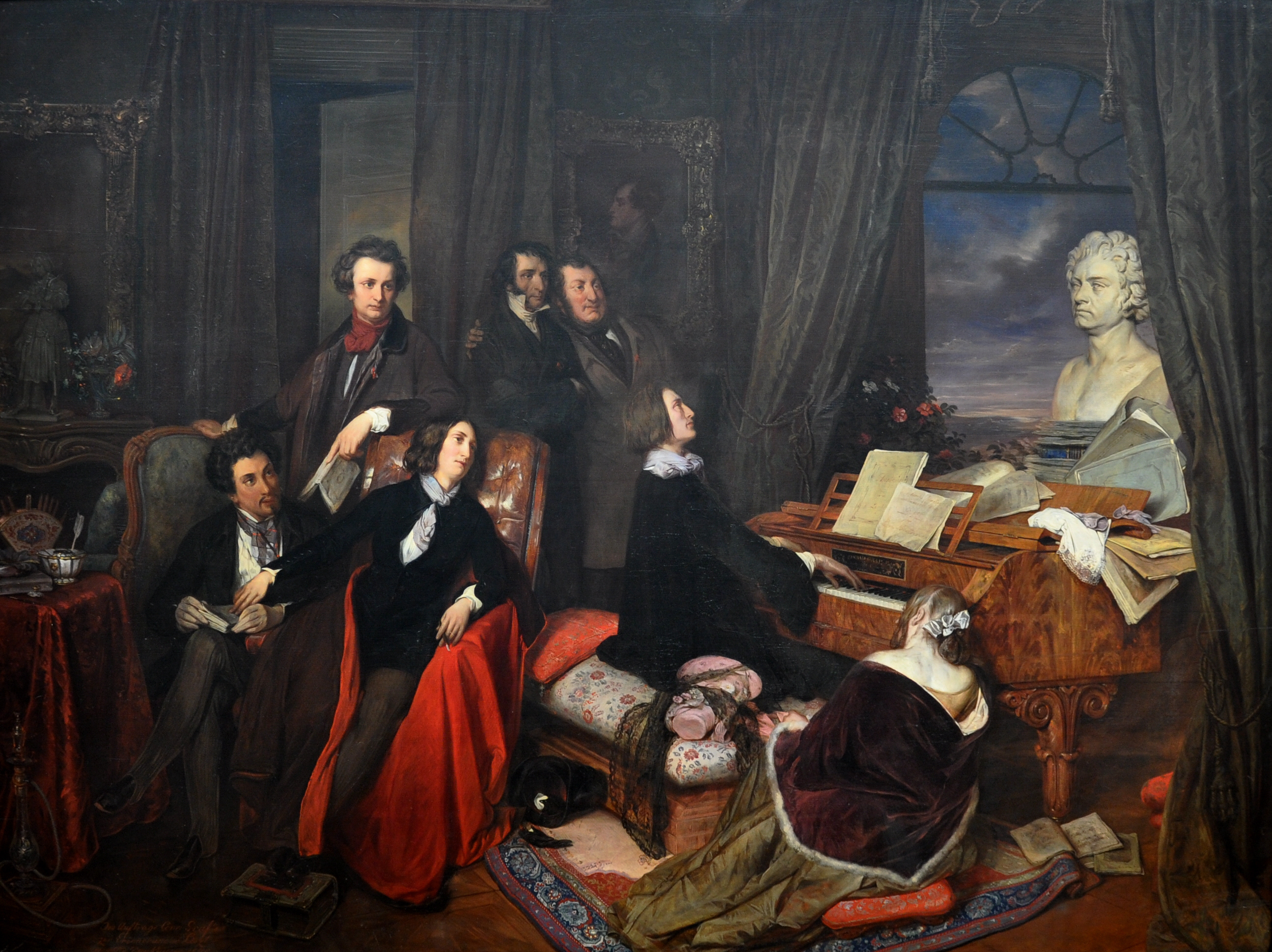
Ференц Лист за фортепиано (Изображены: Жорж Санд, Никколо Паганини, Мари Катрин Софи Агу, Гектор Берлиоз
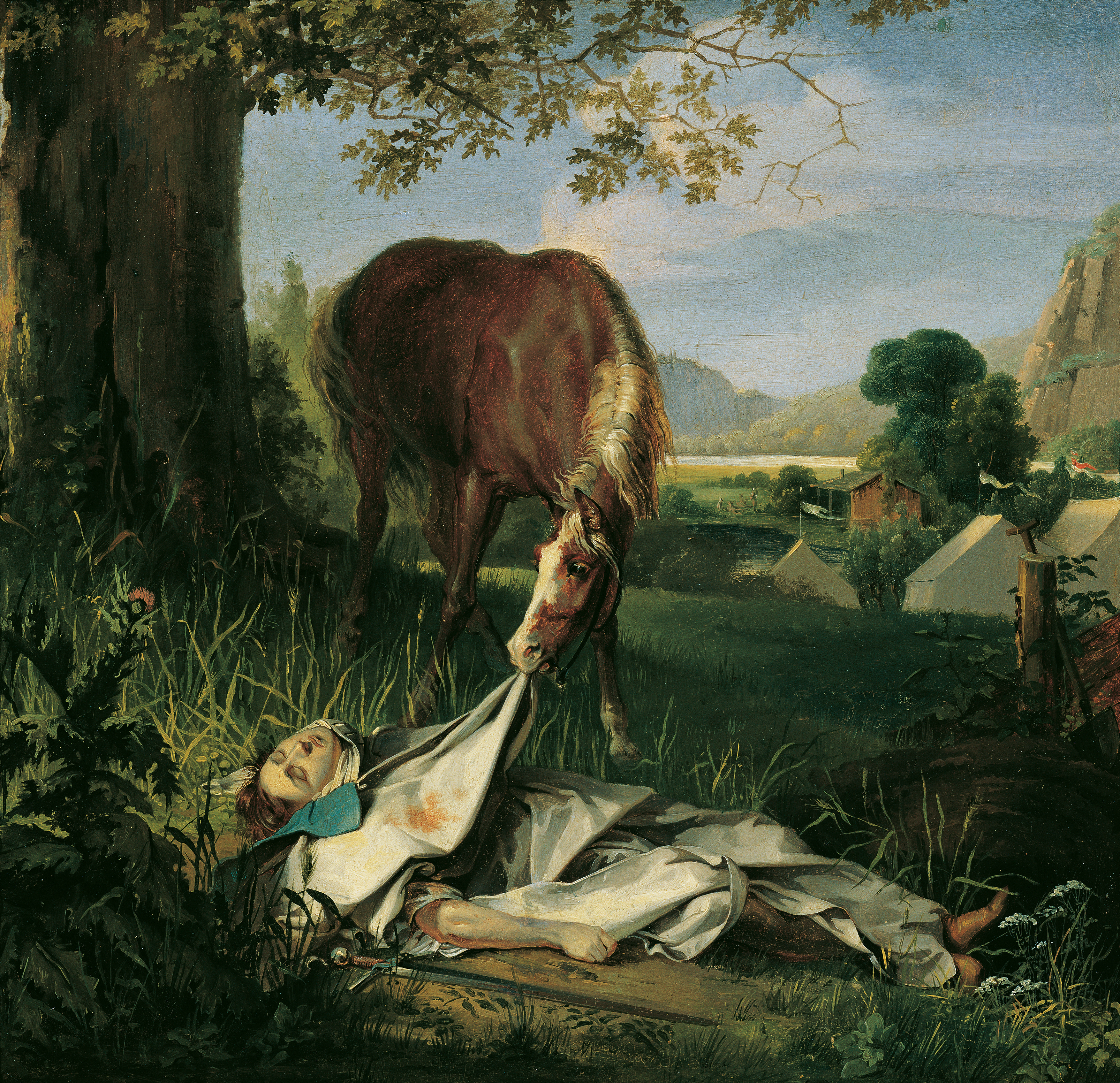
Могила Вальштейна. 1828. Дерево, масло. Галерея Бельведер, Вена
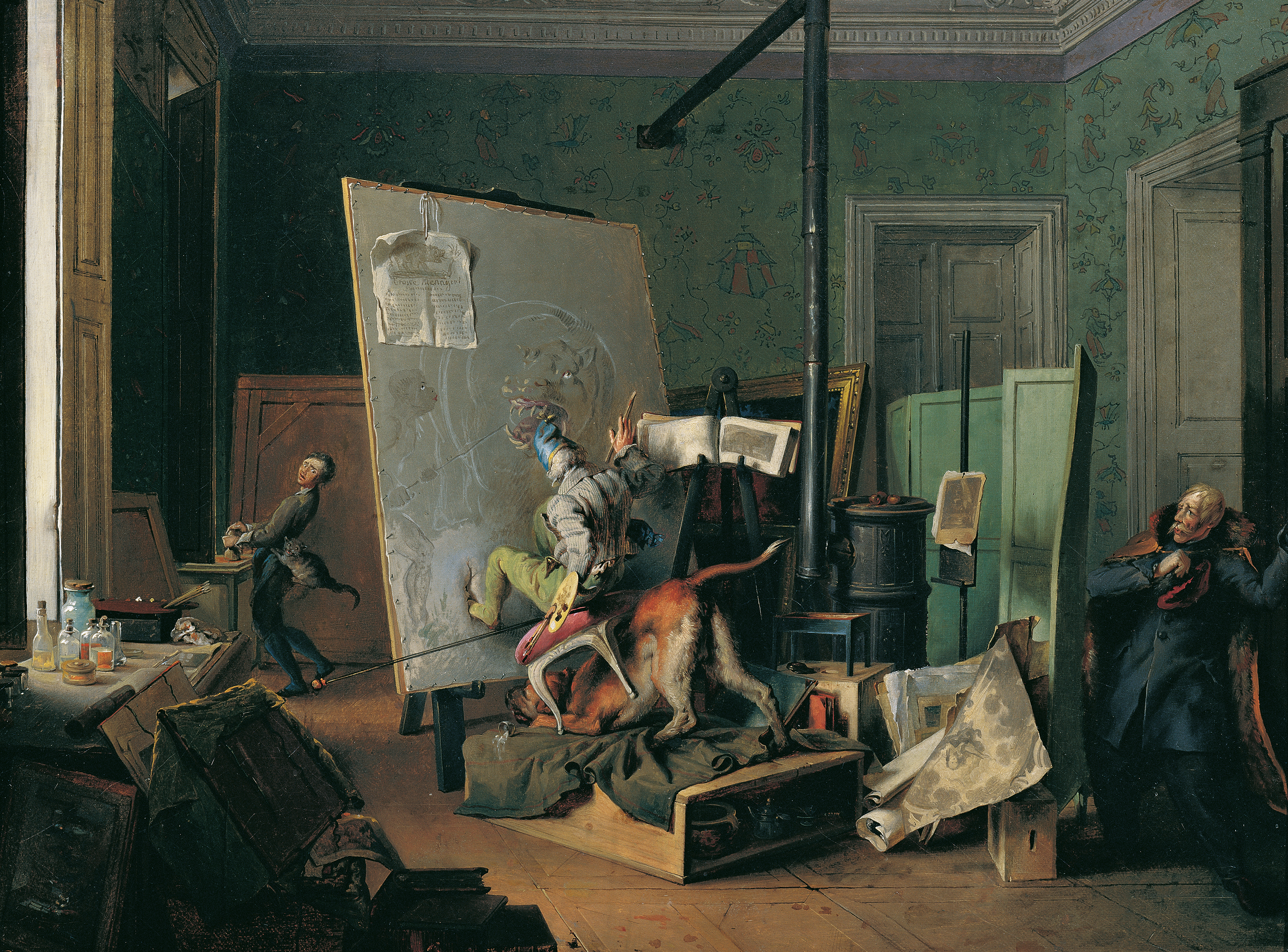
Комическая сцена в ателье. 1829. Холст, масло. Галерея Бельведер, Вена
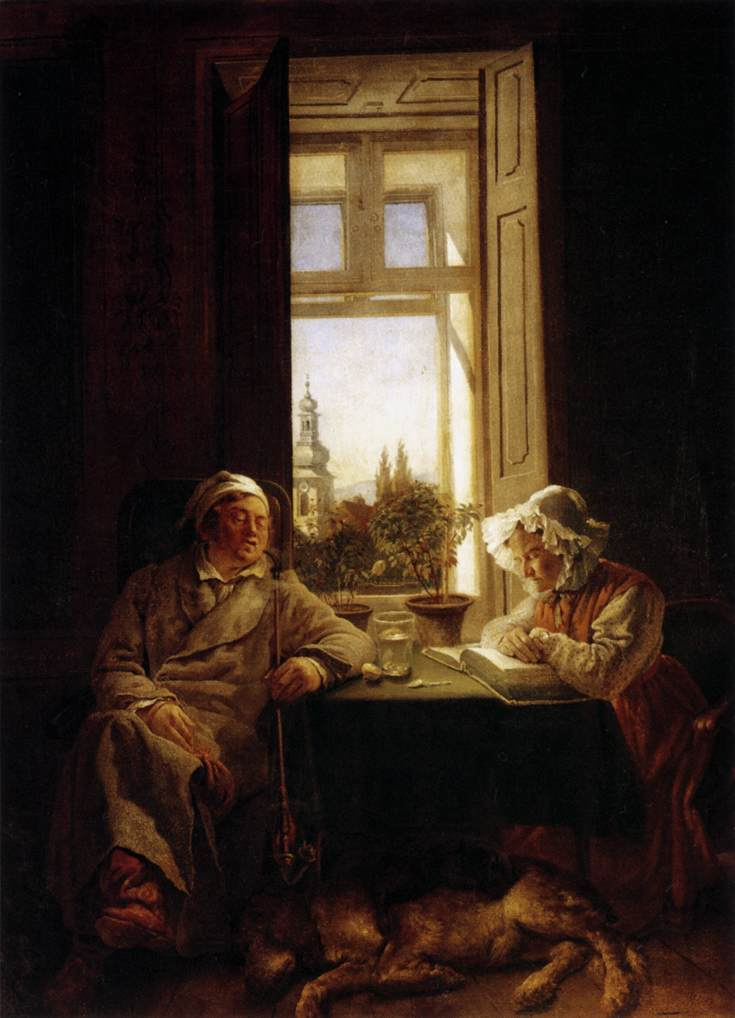
Сиеста (Спящие). 1831. Холст, масло. Музей изобразительных искусств, Зугло, Венгрия
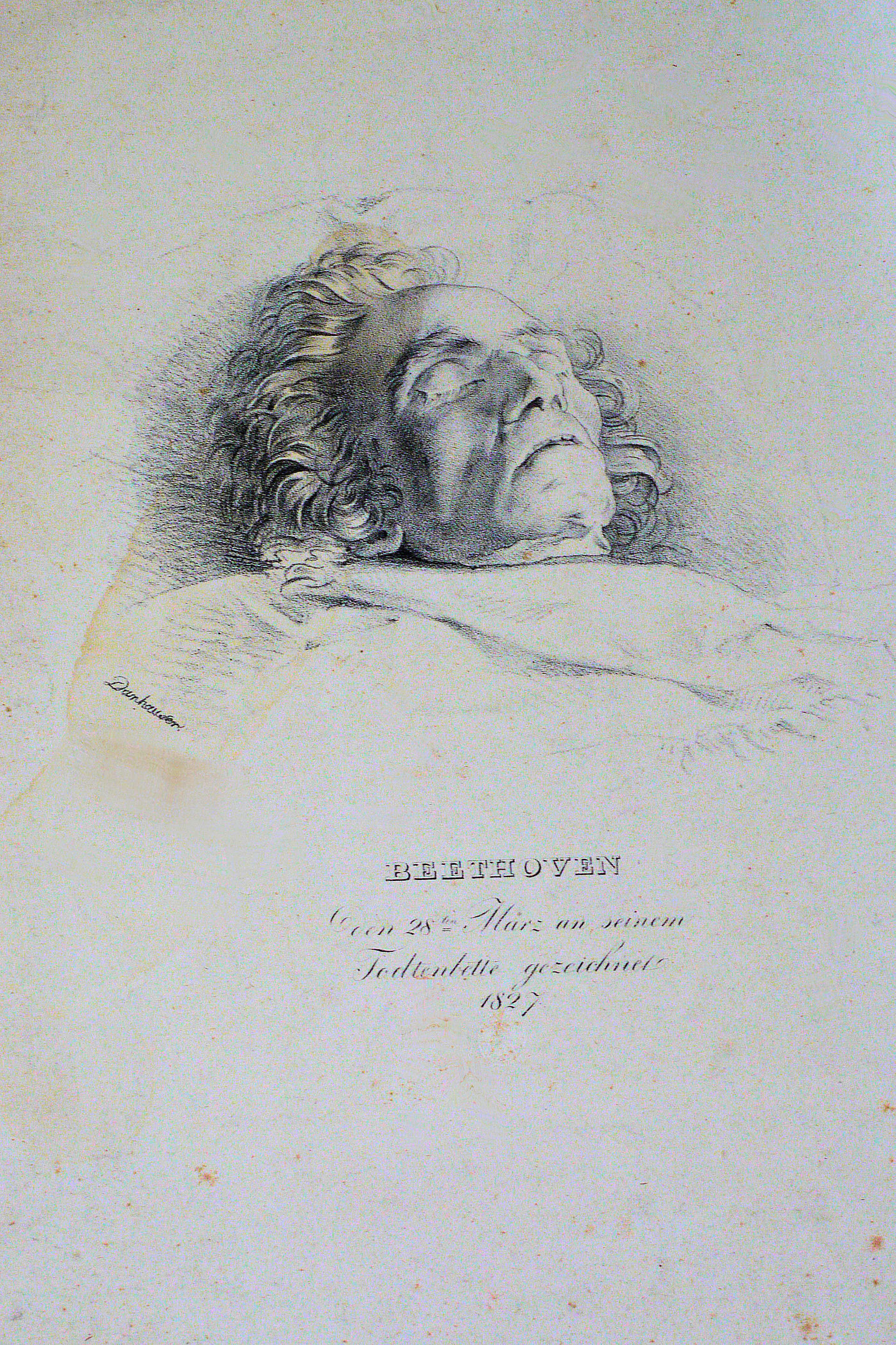
Бетховен на смертном ложе. 1827. Литография
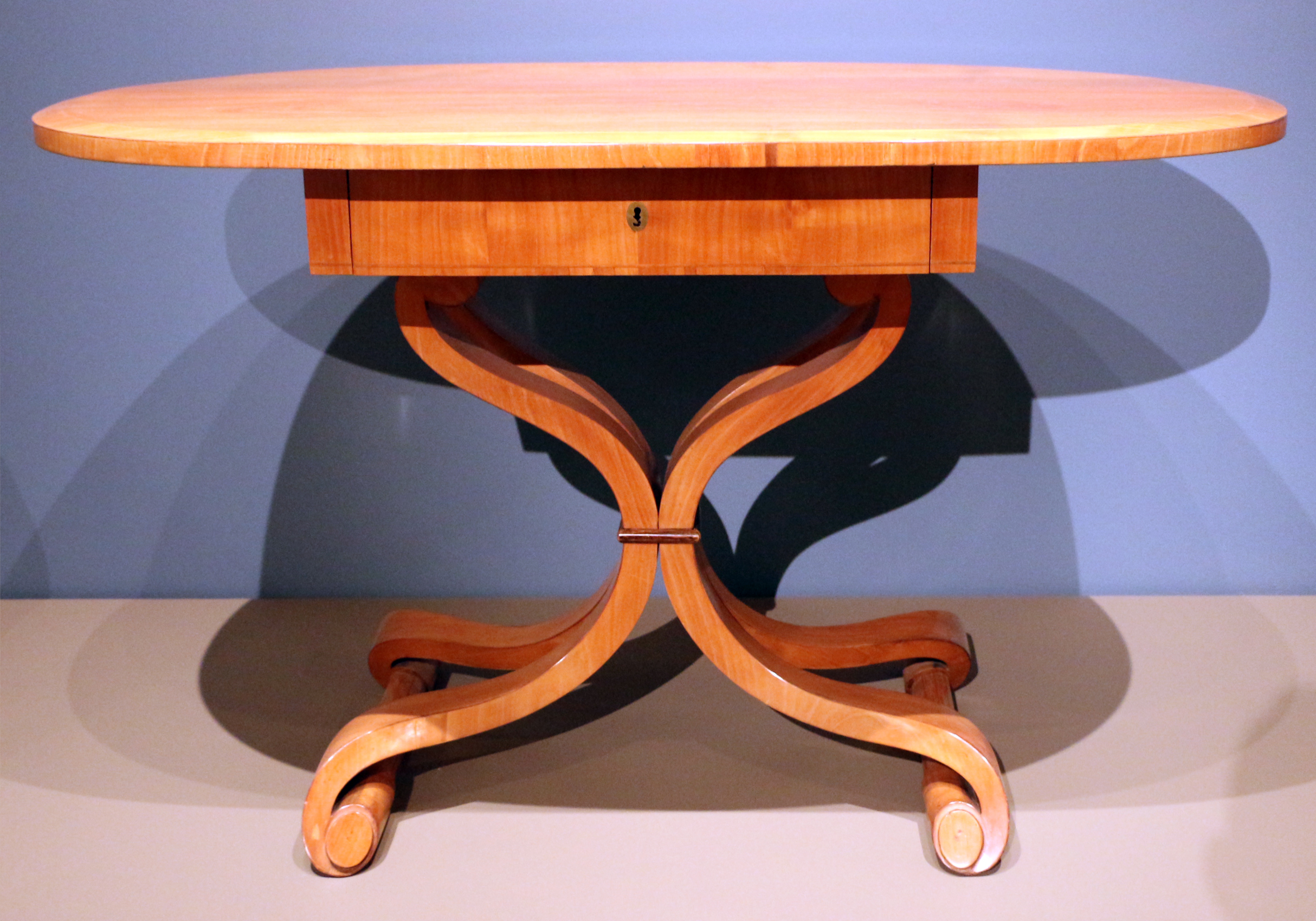
Столик. Ок. 1820. Мастерская Данхаузера, Вена
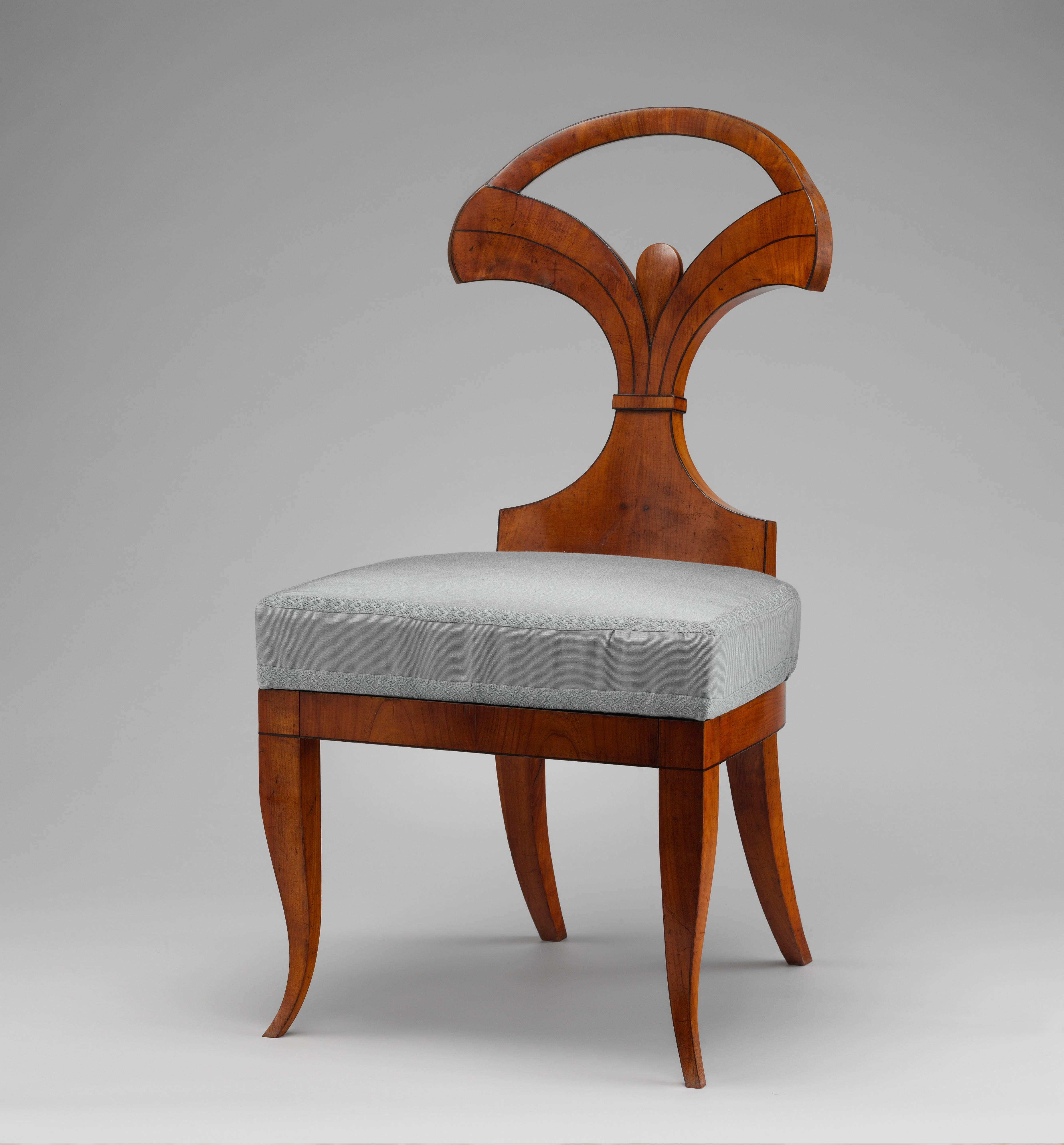
Кресло. Между 1815 и 1820

## Дополнения
- Biographisches Lexikon des Kaiserthums Oesterreich, 3. Band, Wien 1858.
- Werke von Josef Danhauser in: Digitales Belvedere